# Charlotte Colbert
Pour les articles homonymes, voir Colbert.
Charlotte Colbert, née le 30 mai 1987 à Paris (France), est une réalisatrice, scénariste et  artiste multimédia franco-britannique.
Sa pratique s'étend des installations artistiques qui intègrent la sculpture, la photographie et des éléments performatifs aux longs métrages narratifs. Ses débuts en tant que réalisatrice avec le film She Will (2021) ont été salués par le New York Times. Le film remporte le Léopard d'or du meilleur premier film à Locarno. L'Evening Standard l'a décrite comme « une magicienne née ».

## Biographie
Charlotte Colbert est la septième des huit enfants de Sir James Goldsmith, un homme d'affaires décédé en 1997. Sa mère est la journaliste française Laure Boulay de La Meurthe, avec qui Goldsmith a ouvertement eu une relation à long terme alors qu'il était marié à Annabel Vane-Tempest-Stewart (en). Charlotte Colbert est ainsi une demi-sœur de Jemima. Elle fréquente douze écoles différentes et a vécu avec divers membres de sa famille avant d'obtenir son diplôme d'études secondaires en France. Elle étudie la philosophie et les arts libéraux à Montréal puis devient la distributrice européenne de la coupe menstruelle (moon-cup).

### Vie privée
Charlotte Colbert a deux enfants avec l'artiste Philip Colbert (en). Ils résident à Lewes, dans l'East Sussex.

## Artiste

### Photographie
Le travail de Charlotte Colbert a été comparé au travail surréaliste de Toomer, Breton et Dalí, décrit comme « surréaliste et délicat » et « une porte d'entrée vers les rêves » (Huffington Post), une « exploration de l'esprit humain » et comme « existant dans cet espace des rêves et des cauchemars » (Las Ultimas Notices).
Sa série In and Out of Space est réalisée en hommage à l'Odyssée de l'espace de Kubrick en 2001 et présentée à Somerset House : « Plutôt que d'envoyer un astronaute dans l'espace, je voulais l'envoyer dans notre propre passé. J'étais intéressée par la juxtaposition entre l'astronaute, symbole du futur, symbole de l'ambition et du pouvoir de dépassement de l'Homme, et ce bâtiment totalement délabré de grandeur fanée. ».

### Cinéma
Charlotte Colbert étudie l'écriture de scénarios à la London Film School,. Elle est co-auteur du long métrage Leave to Remain sur les demandeurs d'asile mineurs en Grande-Bretagne avec une musique du groupe Alt-J, lauréat du prix Mercury. Il remporte plusieurs prix au BUFF Film Festival et au Bergamo Film Meeting.
En 2016, elle écrit et réalise The Silent Man, décrit dans I-D comme « le court métrage le plus surréaliste que vous ayez jamais vu » avec Simon Amstell, Sophie Kennedy-Clark, Ben Miller et une apparition de Cillian Murphy. Elle écrit et réalise deux courts métrages d'animation primés, The Girl With Liquid Eyes avec Maryam d'Abo et The Man With the Stolen Heart avec Bill Nighy, basés sur son livre de nouvelles Topsy Turvy Tales.
Elle est productrice du film Dalíland réalisé par Mary Harron (American Psycho), coproduit avec Pressman Films. Il s'agit d'un biopic sur l'artiste Salvador Dalí avec Sir Ben Kingsley, Ezra Miller, Andreja Peijic et Suki Waterhouse
Charlotte Colbert réalise et co-écrit She Will avec Alice Krige, Kota Eberhart, Malcolm McDowell et Rupert Everett, produit par Dario Argento et Ed Pressman Films avec une musique originale de Clint Mansell. Le film est nommé pour un BIFA et remporte le Léopard d'or du meilleur premier film au Festival de Locarno. C'était le choix des critiques dans le New York Times, et Mark Kermode l'a décrit comme « une horreur psychologique audacieuse rencontrant une fable féministe ». Jessica Kiang dans Variety l'a appelé « Un superbe début de drame d'horreur sournois délivrant une vengeance féministe d'un autre monde », Guillermo del Toro écrit « un début de réalisateur remarquable, purement cinématographique », et Alfonso Cuarón déclare « il s'inscrit dans la tradition de grands films d'horreur psychologique [qui] laissent questionner longtemps après qu'ils soient terminés »,.
Pour cette sortie, Charlotte Colbert collabore avec la créatrice Ashley Williams (en) et l'artiste de rue Clayton (en) sur des collections capsules soutenant End Violence Against Women and Girls et portées par la mannequin et activiste Lily Cole ainsi qu'Adhel Bol.
Charlotte Colbert est la fondatrice de Popcorn Group, une société de production connue pour le court métrage Leading Lady Parts (avec Emilia Clarke, Florence Pugh et Gemma Chan), ainsi que pour avoir coproduit Fleabag dans le WestEnd, et la comédie romantique de voyage dans le temps Timestalker d'Alice Lowe avec le BFI.

## Filmographie partielle

### Comme scénariste

#### Au cinéma
- 2008 : Huffs and Puffs  (court métrage)
- 2010 : Part of Me  (court métrage)
- 2011 : The Man with the Stolen Heart  (court métrage)
- 2011 : The Girl with Liquid Eyes  (court métrage)
- 2013 : Leave to Remain  (co-scénariste)
- 2013 : Heart of Nowhere  (court métrage)
- 2016 : The Silent Man  (court métrage)
- 2017 : Weightless

### Comme réalisatrice
- 2021 : She Will (aussi coscénariste avec Kitty Percy)

## Récompenses et distinctions
- (en) Charlotte Colbert: Awards, sur l'Internet Movie Database